# Île aux Aigrettes
L'Île aux Aigrettes è una piccola isola situata al largo della costa sud-orientale di Mauritius, in prossimità della città di Mahébourg.
Al pari dell'isola madre, l'Île aux Aigrettes è stata sottoposta a un'intensa deforestazione, e l'introduzione di specie esotiche, animali e vegetali, ha quasi distrutto e sostituito la fauna e la flora autoctone.
Nel 1965 l'isola è stata classificata come Riserva naturale ed è affidata alla gestione della Mauritian Wildlife Foundation, che si è impegnata nel ripristino della flora originaria e nella reintroduzione di specie ormai scomparse.

## Territorio
È un'isola di calcare corallino, di forma grossomodo circolare, che sorge a circa 800 m dalla costa, nella baia di Mahébourg, al largo di Pointe Jerome.

## Flora
L'ente gestore ha avviato un programma di eradicazione delle specie invasive quali la falsa acacia (Leucaena leucocephala) e il prugnolo malgascio (Flacourtia indica), e di tutela e rigenerazione delle specie native quali, tra le altre, l'ebano endemico, il cui nome scientifico (Diospyros egrettarum) deriva proprio dal luogo, la Dracaena concinna, localmente nota come "bois de chandelle",  e l'orchidea epifita Oeoniella polystachys.

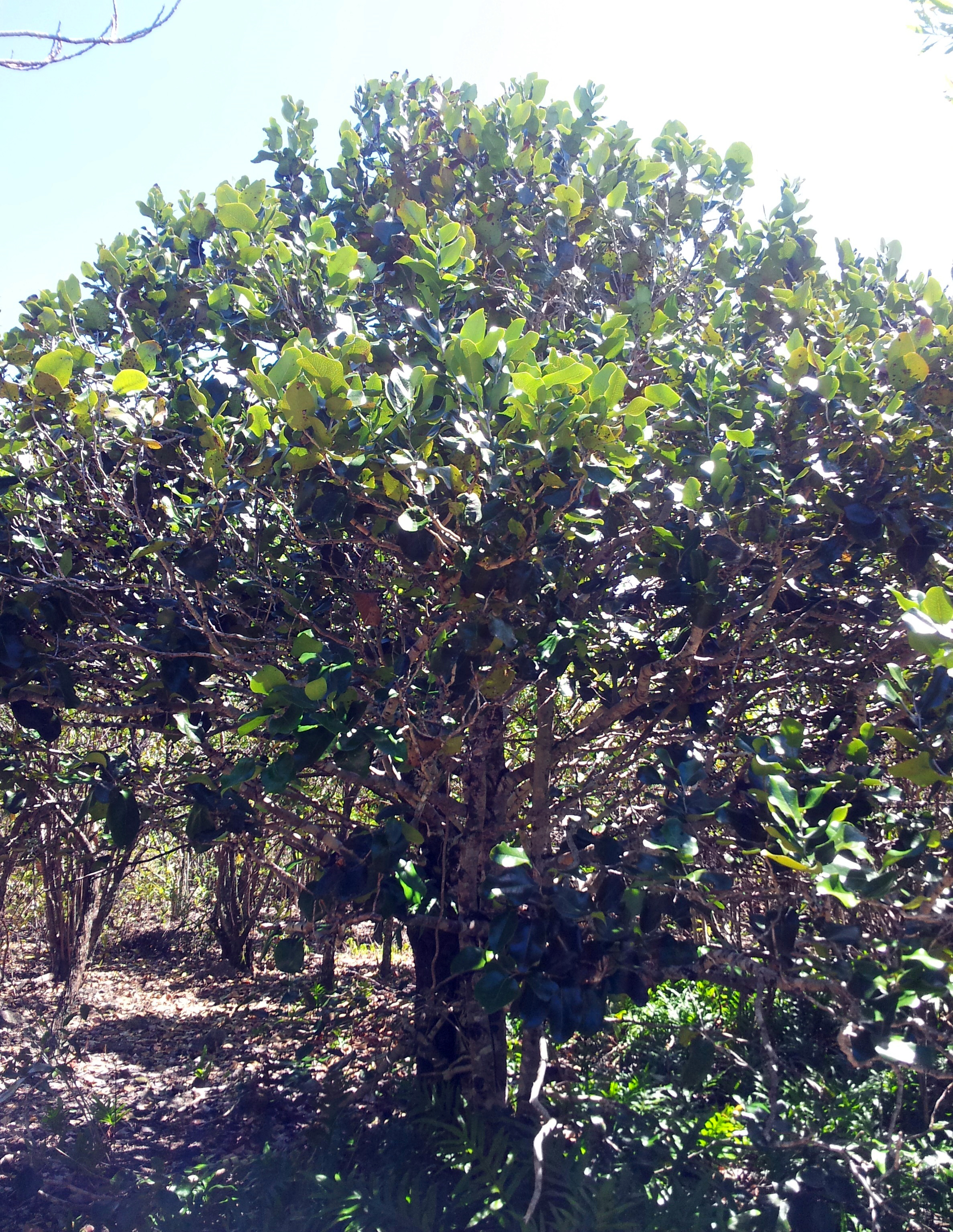
Diospyros egrettarum
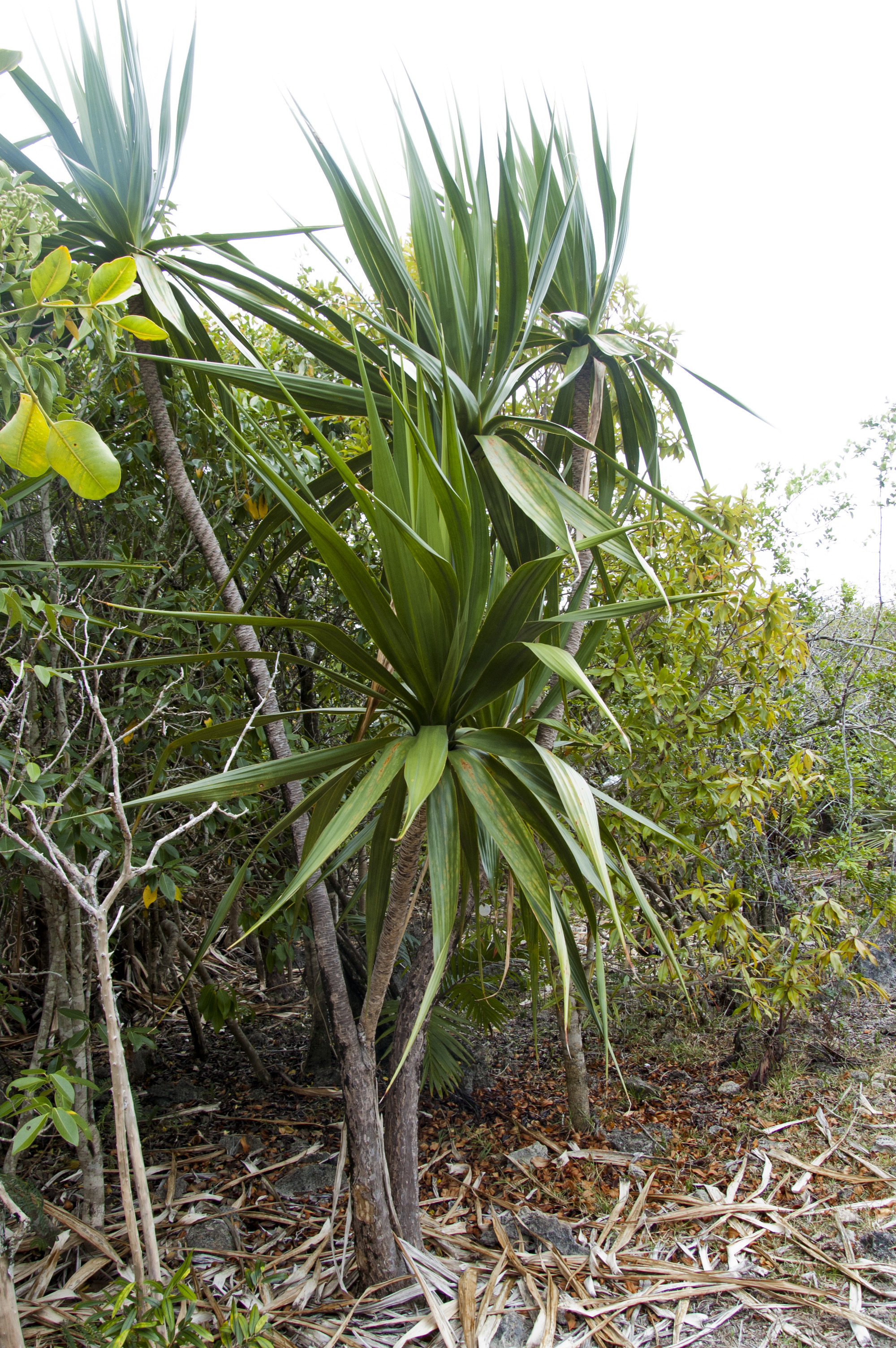
Dracaena concinna
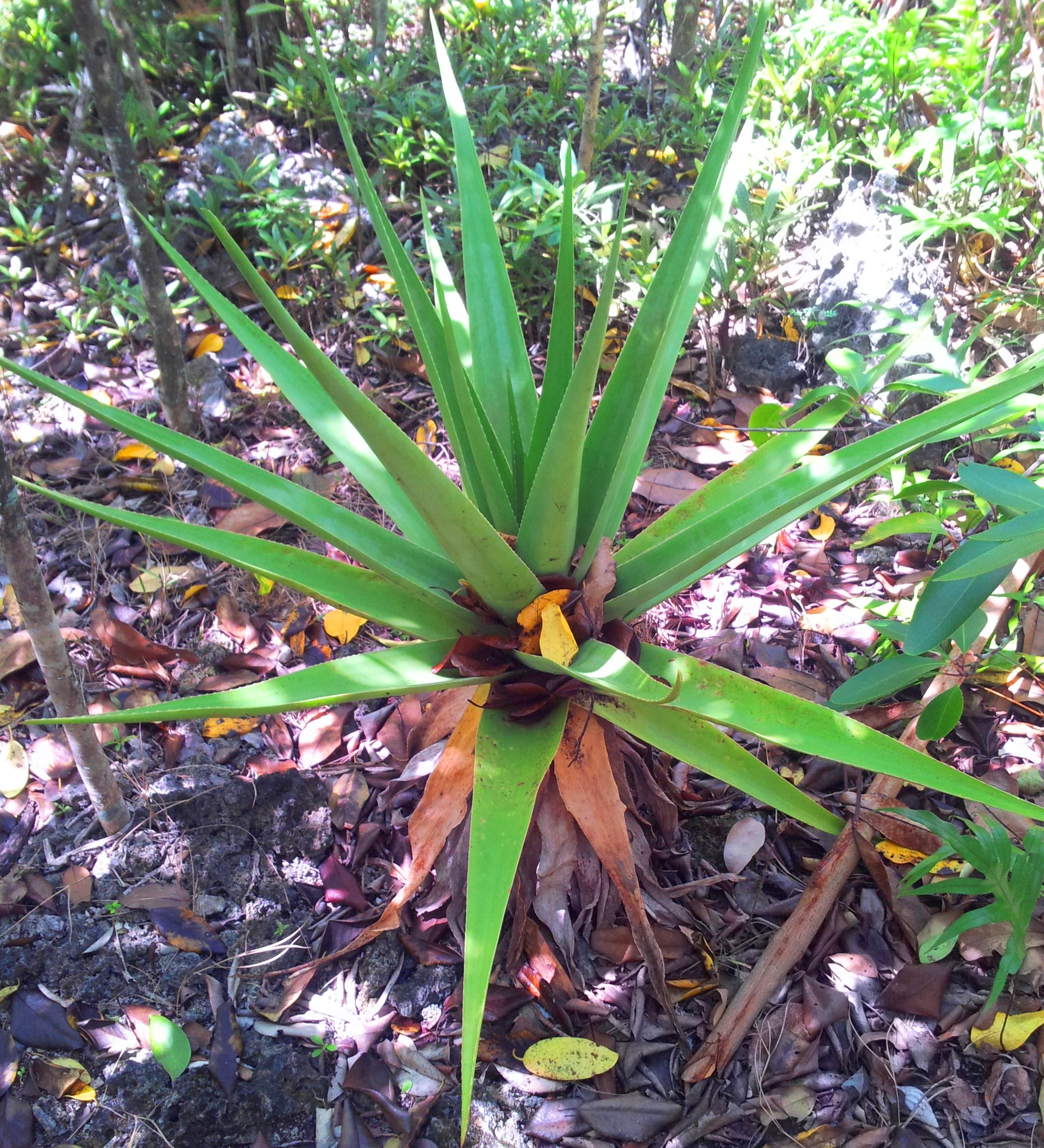
Aloe tormentorii
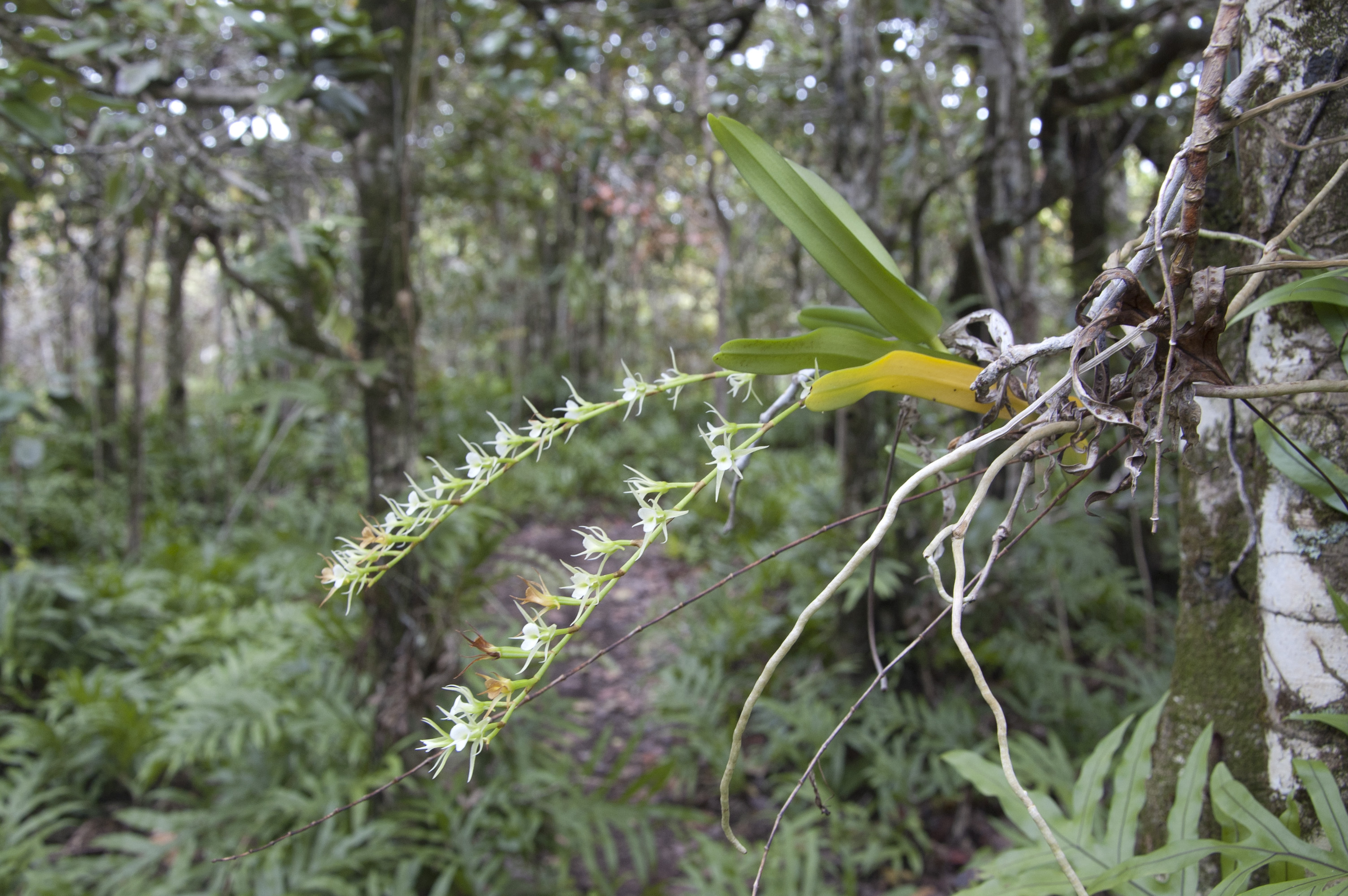
Oeoniella polystachys

## Fauna
A seguito di progetti di reintroduzione, sono presenti la colomba rosata (Nesoenas mayeri), l'occhialino olivaceo di Mauritius (Zosterops chloronothos) e il tessitore di Mauritius (Foudia rubra). È stato fatto anche un tentativo, non riuscito, di reintrodurre il gheppio di Mauritius (Falco punctatus).
È stata anche introdotta una popolazione di tartarughe giganti di Aldabra (Aldabrachelys gigantea) che si sono rivelate efficaci disseminatrici dei semi di Diospyros egrettarum, andando a occupare la nicchia ecologica che un tempo apparteneva alle estinte tartarughe giganti del genere Cylindraspis. Altri rettili presenti sono il geco diurno di Mauritius (Phelsuma ornata), da sempre presente sull'isola, che convive con popolazioni del geco diurno di Round Island (Phelsuma guentheri) e dello scinco di Telfair (Leiolopisma telfairii), importate da Round Island.

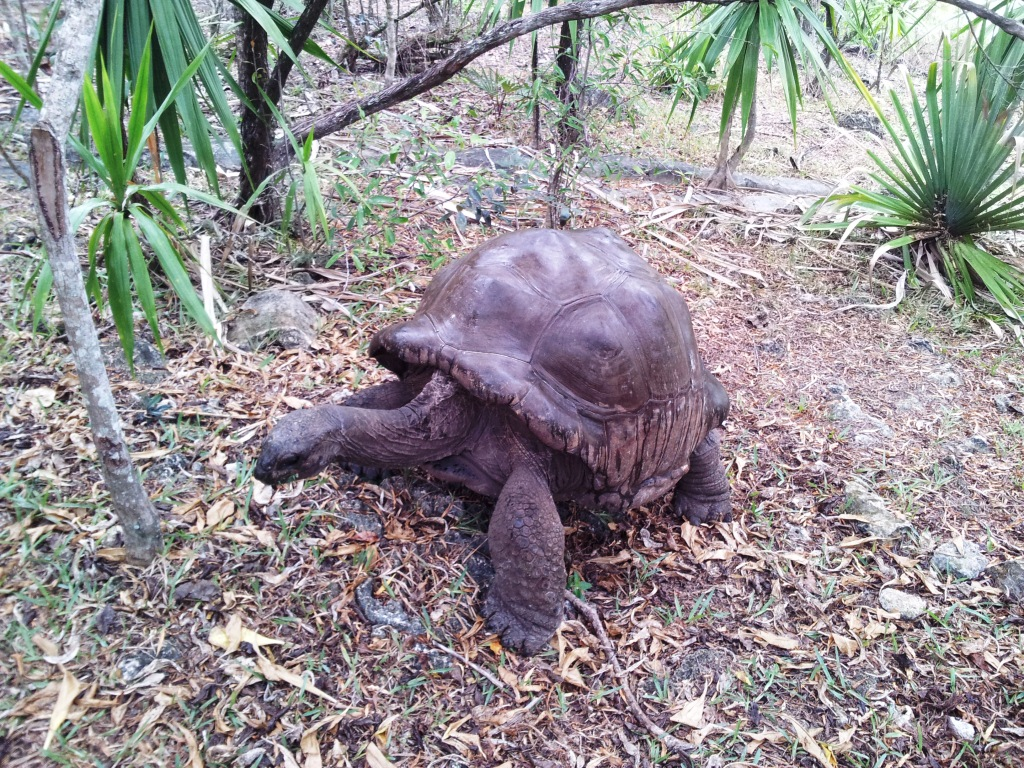
Aldabrachelys gigantea
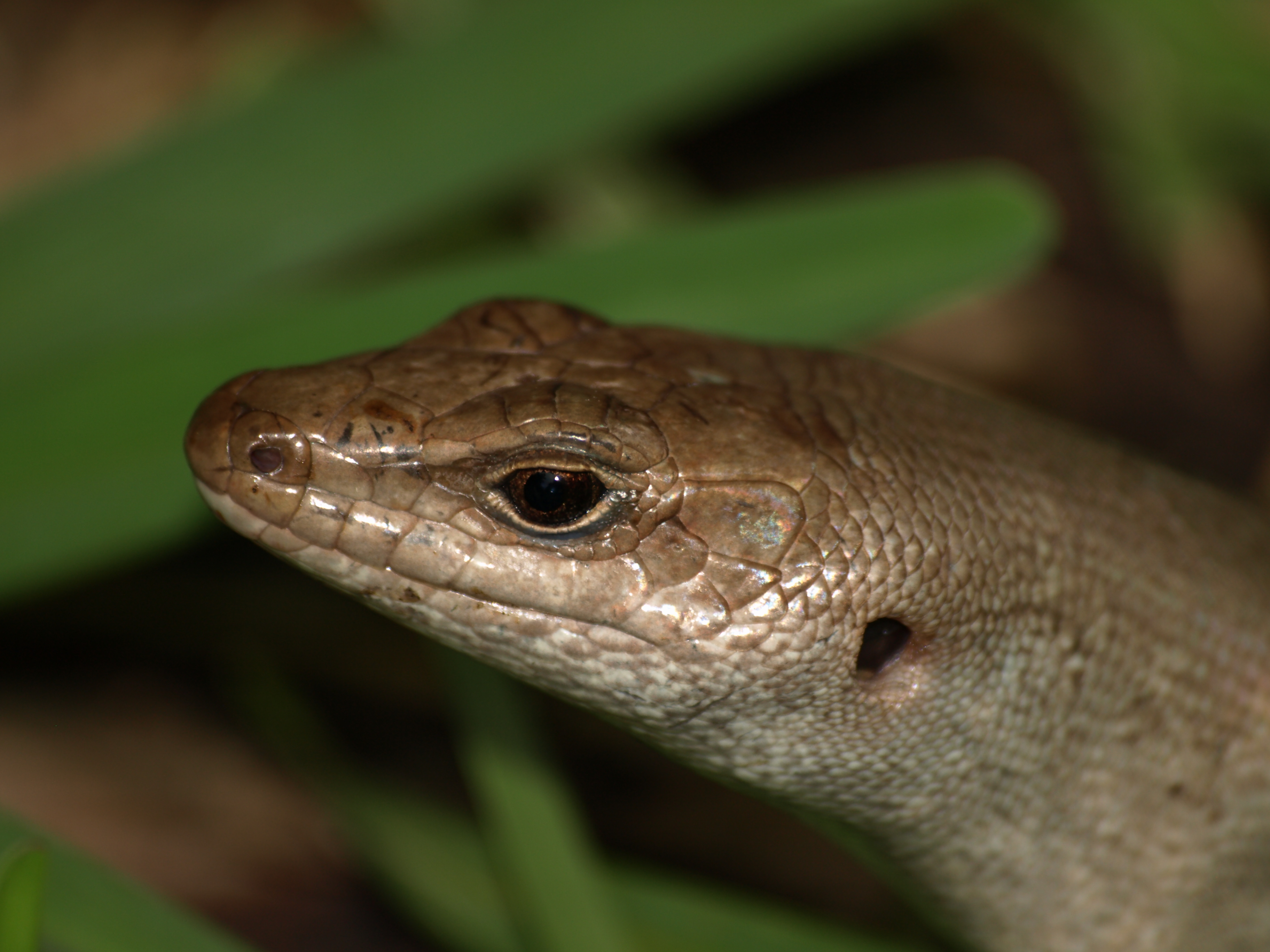
Leiolopisma telfairii
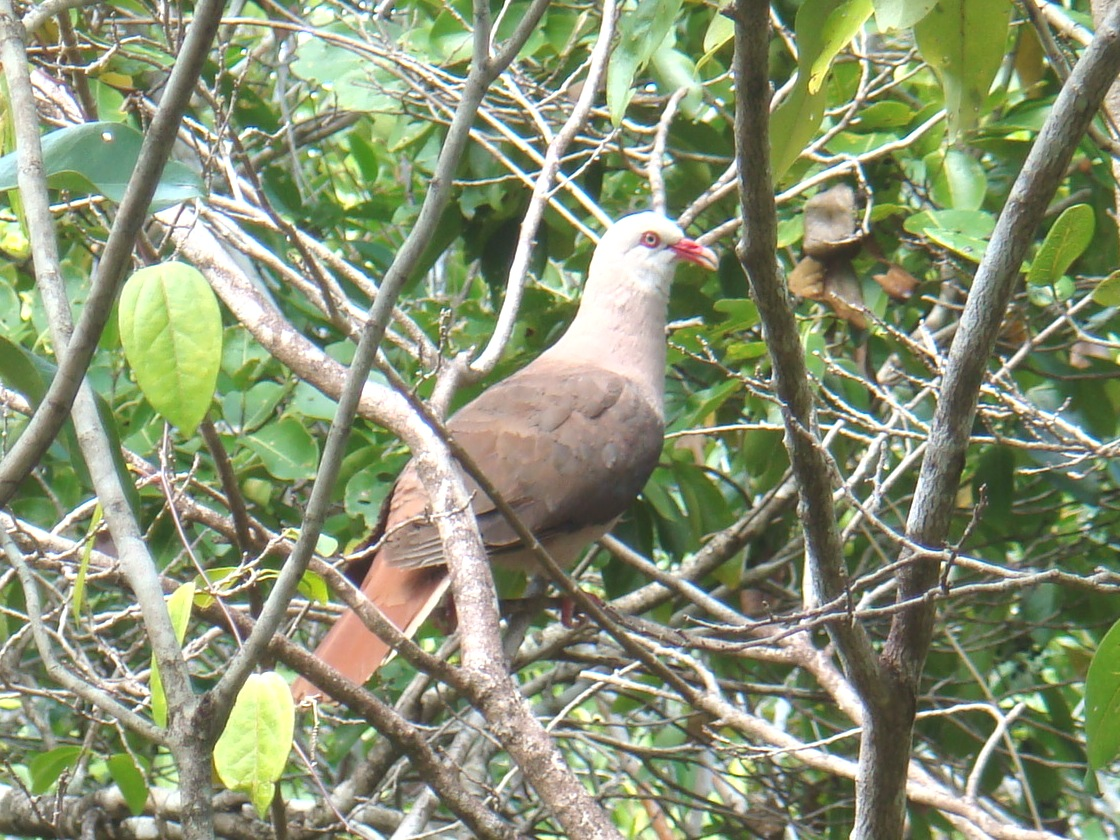
Nesoenas mayeri
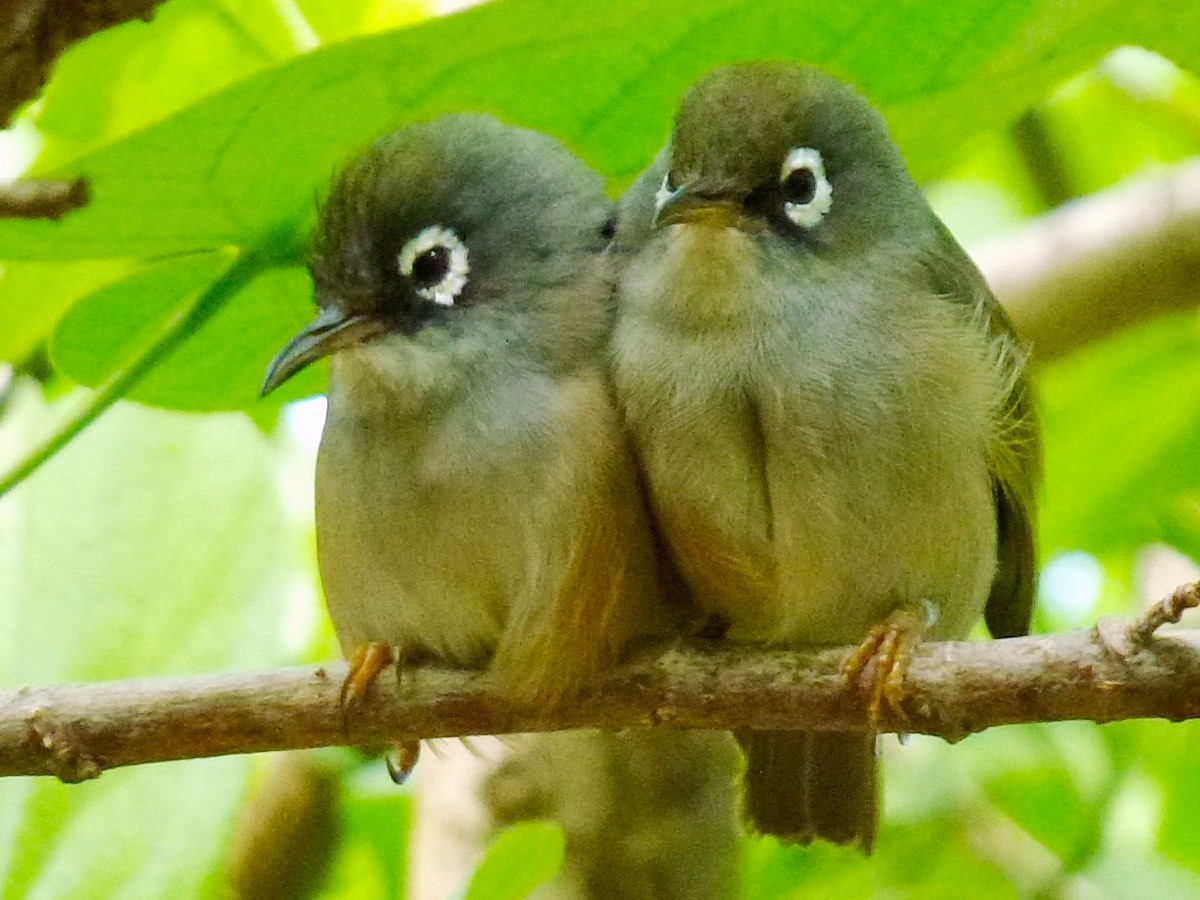
Zosterops chloronothos

## Accessi
L'accesso all'isola è consentito solo in gruppi accompagnati dalla Mauritian Wildlife Foundation (MWF). Le visite guidate, con partenze pluriquotidiane da Pointe Jerome, consentono di raggiungere l'isola su imbarcazioni a motore e di visitare i punti di maggiore interesse conservazionistico sotto la guida di un ranger della MWF.